# علی (نام کوچک)
علی نامی مردانه به معنی بلندمرتبه با ریشه عربی است. که در اسلام به‌عنوان یکی از نام‌های خدا شناخته می‌شود.
افراد شاخص با این نام عبارت‌اند از:

### امامان شیعه
- علی بن ابی‌طالب، خلیفه چهارم تاریخ اسلام و نخستین امام شیعیان
- علی بن حسین، مشهور به سجاد و زین‌العابدین
- علی بن موسی، مشهور به علی بن موسی الرضا
- علی النقی، مشهور به جواد

### سیاستمداران
- سید علی خامنه‌ای، دومین رهبر جمهوری اسلامی ایران
- علی لاریجانی، رئیس پیشین مجلس ایران
- علی مطهری، فرزند مرتضی مطهری نایب رئیس پیشین مجلس
- علی جنتی، فرزند احمد جنتی و وزیر ارشاد پیشین
- علی شمخانی، سیاستمدار
- علی باقری کنی، سیاستمدار
- علی فلاحیان، عضو پیشین مجلس خبرگان رهبری ایران و وزیر پیشین اطلاعات
- علی صالح‌آبادی، رئیس پیشین بانک مرکزی ایران
- علی تهرانی، نماینده استان خراسان در مجلس خبرگان قانون اساسی
- علی بهادری جهرمی، سخنگوی دولت ابراهیم رئیسی
- علی انصاری، استاندار گیلان از ۱۳۵۷ تا ۱۳۶۰

### فرماندهان جنگ هشت‌ساله ایران و عراق
- علی صیاد شیرازی، از فرماندهان ارتش در جنگ هشت‌ساله ایران و عراق
- علی باکری، از فرماندهان جنگ هشت‌ساله ایران و عراق
- علی اقبالی دوگاهه
- علی رزمجو
- علی فدوی
- علی صفوی
- علی شادمانی

### بازیگران
- علی نصیریان
- علی عمرانی
- علی اوسیوند
- علی صادقی
- علی اوجی
- سید علی صالحی
- علی طالب‌لو
- علی دهکردی
- سید علی طباطبایی
- علی لک‌پوریان
- علی مصفا
- علی آزاد
- علی ضیا
- علی ثقفی (کارگردان)
- علی عباسی (کارگردان)
- علی حاتمی (کارگردان)
- سید علی هاشمی (کارگردان)

### خوانندگان
- علی اصحابی
- علی زند وکیلی
- علی عبدالمالکی
- علی عظیمی
- علی لهراسبی
- علی یاسینی

### ورزشکاران

#### بازیکنان فوتبال
- علی کریمی، بازیکن پیشین فوتبال ایران
- علی کریمی، بازیکن کنونی فوتبال ایران
- علی دایی، بازیکن پیشین فوتبال ایران
- علی پروین، بازیکن پیشین فوتبال ایران
- علی علیپور، بازیکن فوتبال ایران
- علی نعمتی، بازیکن فوتبال ایران
- علی نادری، بازیکن فوتبال ساحلی ایران

#### کشتی‌گیران
- علی سوادکوهی

#### دیگر ورزشکاران
- علی باغبان‌باشی، دوندهٔ پیشین دوهای استقامت و دوی ماراتن اهل ایران

### دیگران
- علی میرزا ظل‌السلطان، شاهزاده قاجاری و فرزند دهم فتحعلی‌شاه
- علی شریعتی
- علی پرتوی
- سید علی طاهری
- سید علی خمینی فرزند سید احمد خمینی و نوه روح‌الله خمینی
- علی پاتریک پهلوی، فرزند علیرضا پهلوی (یکم) و برادرزاده محمدرضاشاه پهلوی
- علی قوام، فرزند ابراهیم قوام و همسر اشرف پهلوی
- علی معتضد، قائم‌مقام ساواک در دوران شاهنشاهی محمدرضاشاه پهلوی
- سید علی قاضی فیلسوف
- سید علی سیستانی، مرجع تقلید
- علی سورنا، اینفلوئنسر بازداشت‌شده اعتراضات ۱۴۰۱
- علی شریفی زارچی، استاد اخراجی دانشگاه
- علی زرکش، از اعضای سازمان مجاهدین خلق ایران